# Amphia sogai
Amphia sogai là một loài bướm đêm trong họ Noctuidae.